# 青茶柿
青茶柿（学名：Diospyros rubra）为柿科柿属下的一个种。

## 扩展阅读
- 維基物種上的相關：青茶柿